# Asaka Yasuhiko
Yasuhiko Asaka (朝香宮鳩彦王, Asaka-no-miya Yasuhiko-ō) do Japão (2 de outubro de 1887—12 de abril de 1981), foi o fundador de um ramo colateral da Casa Imperial do Japão e oficial de carreira do Exército Imperial Japonês. Genro do imperador Meiji e tio do imperador Showa, o príncipe Asaka foi comandante das forças japonesas no ataque final à Nanquim, então capital da China Nacionalista em dezembro de 1937. Embora estivesse envolvido com o Massacre de Nanquim, jamais foi formalmente acusado por isso.